# Salleck Publications
Salleck Publications (Eckart Schott Verlag) ist ein kleinerer deutscher Comicverlag mit Sitz in Wattenheim in der Pfalz. Er wurde 1990 von Eckart Schott, einem ehemaligen Übersetzer beim Buzzemi Verlag, gegründet. Das Verlagsprogramm umfasst überwiegend frankobelgische Comics. Zu den bekanntesten Serien gehören Buck Danny (Hubinon, Charlier), Die Minimenschen (Seron), Yakari (Derib, Job), Die blauen Boys (Cauvin, Salvérius) und Harry und Platte (Rosy, Will).
Daneben gehören auch ambitioniertere Veröffentlichungen zum Verlagssortiment, die auf den überschaubaren Kreis deutscher Comicsammler und Liebhaber zugeschnitten sind und deren Herausgabe die etablierten Comicverlage wegen eines zu hohen verlegerischen Risikos vielfach scheuen. Beispiele sind Alben wie Briefe aus meiner Mühle (Mittéï), Der Baum der zwei Frühlinge (Will, Roba, Derib, Walthéry, Miel) oder Das blaue Tagebuch (André Juillard) sowie Sammelbände von Dan Dare.
Weitere aktuelle Serien sind Cotton Kid (Pearce, Léturgie), Natascha (Walthéry), Pin-up (Berthet, Yann), Spirit (Will Eisner), Die blauen Boys (Lambil, Cauvin), Boule & Bill (Jean Roba, Laurent Verron), Margots Reportagen (Marin, Van der Zuiden), Mauro Caldi (Constant, Lapière), Die Abenteuer von Jacques Gibrat (Thierry Dubois, Jean-Luc Delvaux) oder Die Pauker (Pica, Erroc).
Für seine verlegerische Tätigkeit wurde Eckart Schott bisher zwei Mal mit dem Max-und-Moritz-Preis der Stadt Erlangen ausgezeichnet: 2004 für Sechsunddreißig Ansichten des Eiffelturmes (André Juillard) und 2010 für Die Spirit Archive (Will Eisner). Zudem wurde ihm der Münchner Comicpreis Peng! in den Jahren 2005 und 2015 verliehen.

## Nachweise
1. ↑  Impressum
2. ↑  Max-und-Moritz-Preis: Preisträger und Nominierungen